# Kanyenzara
Kanyenzara är ett periodiskt vattendrag i Burundi.   Det ligger i provinsen Muramvya, i den centrala delen av landet, 30 kilometer nordost om huvudstaden Bujumbura.
Omgivningarna runt Kanyenzara är en mosaik av jordbruksmark och naturlig växtlighet. Runt Kanyenzara är det tätbefolkat, med 369 invånare per kvadratkilometer.